# Motagua
Il Motagua (in spagnolo: Río Motagua o Río Grande) è il principale fiume del Guatemala, nasce nella Sierra Madre de Chiapas, nel dipartimento di Quiché, nel territorio del comune di Santo Tomás Chichicastenango (a nordest di Città del Guatemala) e scorre per circa 400 km nella parte orientale del paese attraversando i dipartimenti di Chimaltenango, El Progreso, Zacapa, e Izabal fino a sfociare nella baia di Omoa nel Golfo dell'Honduras del mar dei Caraibi. L'ultimo tratto del suo corso costituisce il confine naturale fra Guatemala e Honduras.
Nell'alto corso il fiume è chiamato río Selapec, cambiando il nome presso Usumatlán (dipartimento di Zacapa). Il fiume è navigabile per piccole imbarcazioni per circa 200 km, fino alla città di Gualán.
Il fiume scorre in una vallata nella quale si trova l'unico giacimento noto di giada dell'America centrale e in epoca precolombiana rappresentava una primaria via di comunicazione. Nei pressi della riva settentrionale del fiume si trova il sito maya di Quiriguá, sulle sue rive vi sono numerosi altri siti con antichi attracchi e centri di lavorazione della giada.
I suoi affluenti principali sono il río Hondo, che alimenta un'importante centrale idroelettrica nella città di Zacapa.
- Zea mays